# 佤德昂语支
佤德昂语支是南亚语系的一支，使用人数约200万。
佤德昂语支的绝大多数语言都失去了原始南亚语声母的清浊对立，改由韵母或声调的对立来体现。在东支中，因此出现了气声元音。在佤语支中，因此出现了两个声调。昆格语支语言有更多的声调，但是这是由元音长短和韵尾造成的，和声母无关。

## 分类
佤德昂语支的分类还不完全确定。这里给出的是比较通行的分类，和《民族语》基本一致。Diffloth & Zide (2003)颠倒了西支和东支。
- 西支：德昂语、日昂语、达脑语
- 东支：
  - 昆格语支：乌语（布朗语乌方言）、昆格语（户语）、克木语、三岛语等
  - 佤语支：布朗语布朗方言、佤语、拉瓦语
  - Lametic